# Дом Волконского
Не путать с Домом Болконского в Ярославле
Дом Волко́нского (также дом Болко́нского, дом Груше́цкого) — историческое здание XVIII—XIX веков в Москве, считающееся прототипом дома старого князя Болконского из романа Л. Н. Толстого «Война и мир». Расположен на углу Воздвиженки и Крестовоздвиженского переулка по адресу: улица Воздвиженка, дом № 9. 
Несмотря на протесты москвичей и свой статус объекта культурного наследия, в 2013 году был перестроен с увеличением высотности и кардинальным изменением облика. Выгодоприобретателем в прессе называлась Людмила Путина, бывшая супруга президента России Владимира Путина.

## История
Участок, где был построен дом, известен с середины XVIII века, когда принадлежал князьям Шаховским. Нынешний дом построен при генерал-поручике В. В. Грушецком, который владел участком с 1774 года. Затем домом владела его дочь, в замужестве — П. В. Муравьёва-Апостол, которая продала дом в 1816 году князю Н. С. Волконскому. Он был дедом Льва Толстого по матери, и считается, что именно он был прообразом князя Болконского из «Войны и мира», в которой упоминается и сам «старый, мрачный дом на Воздвиженке», где происходят некоторые сцены романа. С 1830-х годов особняк принадлежал дворянам Рюминым из Рязани. Лев Толстой бывал в доме Рюминых и познакомился там с П. С. Щербатовой, прототипом Кити Щербацкой из романа «Анна Каренина».
Облик дома окончательно сформировался на рубеже XIX—XX веков: фасад, выходящий на Воздвиженку, перестроен в 1897 году архитектором К. В. Терским, а корпус по Крестовоздвиженскому переулку и купол на углу дома выполнены П. А. Заруцким в 1907 году. 
В начале XX века особняком владел азербайджанский нефтепромышленник из Баку Шамси Асадулаев. В советское время в доме располагались различные организации, такие, как Народный комиссариат по морским делам, редакция «Крестьянской газеты», редакция «Истории гражданской войны» и другие. Во время Великой Отечественной войны в доме располагалась фабрика по шитью военной формы.
Вплоть до 1990-х годов здание находилось на балансе Министерства иностранных дел СССР, однако к 2005 году его собственником неясным образом стал фонд «Центр развития русского языка», созданный за несколько лет до этого при поддержке супруги президента РФ Владимира Путина Людмилы Путиной. В 2009 году фонд сменил название на «Центр развития межличностных коммуникаций», его руководителем стал Артур Очеретный, второй супруг Людмилы Путиной. 
Согласно публикации агентства «Рейтер», аренда площадей вновь построенного здания приносит их владельцу как минимум 185 млн рублей ежегодно; один «Банк ВТБ» тратил на аренду помещений более 2 млн $. Конечным выгодоприобретателем была названа Людмила Путина.

## Перестройка 2013 года
В 2013 году произошла перестройка здания, полностью изменившая его облик: этажность увеличена с 2 до 4 этажей, верхняя часть дома, включая купол, была отстроена заново (автор проекта — Н. А. Петров-Спиридонов). Всё это происходило на фоне многочисленных выступлений градозащитников, деятелей культуры и известных москвичей, пикетов, сбора подписей и других акций в защиту исторического облика дома.
До 2009 года здание числилось выявленным объектом культурного наследия, но затем было лишено этого статуса. Мэрия Москвы разрешила увеличение его высотности, однако в феврале 2013 года Министерство культуры отклонило проект градостроительного регламента квартале № 36, предусматривающий надстройку здания. Несмотря на это, в марте на участке начались строительные работы — рабочие начали разбирать кровлю и торцевую стену особняка со стороны Арбатской площади. 13 марта Объединение административно-технических инспекций (ОАТИ) Москвы выдало предписание на остановку разборки несущих стен и кровли до получения разрешительной документации, которое было проигнорировано строителями. 
25 июня краевед Рустам Рахматуллин и ещё двое активистов движения «Архнадзор» залезли на купол, пытаясь остановить его снос. В конце июня — начале июля москвичи в знак протеста начали около дома публичное чтение романа Толстого «Война и мир». Эту акцию «Архнадзора» подхватили градозащитники из Вологды, Уфы, Нижнего Новгорода и других городов России. 
В то же время другой краевед, Михаил Коробко, заявил, что здание спасать не имеет смысла, так как оно уже перестраивалось и до революции, и в 1990-е годы: 

Я, честно говоря, не вижу там какого-то стратегического важного места, в конце концов, до него просто как бы дошли руки. <…> Конечно, его жалко, как один из таких домов, переживших 1812 год, один из домов, оставшихся от допожарной Москвы. Но тем не менее он довольно сильно пострадал, и он был перестроен ещё задолго до революции. От периода, который связан с Волконским, оставался только дворовый фасад, потому что то, что сейчас мы наблюдаем, вот эта замечательная пристройка с куполом, это всё уже конец XIX, начало XX века. То, что происходило, вот эта акция на куполе и прочее, всё это мило и хорошо, но это дом не спасёт. Дом уже, к огромному сожалению, он уже почти ушёл..
Обращение к президенту России В. В. Путину 200 деятелей культуры, искусства и науки с призывам сохранить памятник истории и культуры осталось без ответа — как и обращение градозащитного движения «Архнадзор», под которым поставили подписи более 3,5 тысяч человек. В одном из своих заявлений «Архнадзор» назвал Дом Волконского «Военторгом» Сергея Собянина — снос здания на противоположной стороне улицы в 2003 году стал своеобразным символом уничтожения старой Москвы при предыдущем мэре, Юрии Лужкове.

## Архитектурные особенности
Двухэтажный каменный дом в плане имеет Г-образную форму, выходит на красные линии Воздвиженки и Крестовоздвиженского переулка. Характерной деталью являлась башенка с куполом, венчавшая угол здания (1907, архитектор П. А. Заруцкий). К наиболее старой части дома относятся характерные высокие полукруглые окна второго этажа.